# 围戈那蛛
围戈那蛛（学名：Gonatium cinctum）为皿蛛科戈那蛛属的动物。在中国大陆，分布于甘肃等地。该物种的模式产地在甘肃。